# 高山警察署
高山警察署（たかやまけいさつしょ）は、岐阜県警察が管轄する警察署の一つである。
管轄地域に飛騨山脈があり、山岳警備隊飛騨方面隊の拠点がある。基本的には飛騨山脈の岐阜県側が管轄である。

## 所在地
岐阜県高山市大新町5丁目68番地1

## 管轄区域
- 高山市全域
- 大野郡白川村

## 沿革
- 1875年（明治8年）- 第12出張所が設置される。
- 1876年（明治9年）- 始め第8警察出張所に、その後第5区出張所と改称される。
- 1877年（明治10年）- 高山警察署と改称[1]。
- 1947年（昭和22年）- 高山市警察と国家地方警察大野地区警察署に再編。
- 1954年（昭和29年）- 岐阜県警察発足に伴い、岐阜県高山警察署となる。
- 1968年（昭和43年）- 高山市役所西向かいに庁舎を新築[2]。
- 2005年（平成17年） - 古川警察署（現飛騨警察署）の管轄であった高山市国府町と、神岡警察署（現神岡警部交番）の管轄であった高山市上宝町、奥飛騨温泉郷が高山警察署に移管される。
- 2018年（平成30年） - 庁舎を高山市大新町の久美愛厚生病院の跡地へ新築移転する。

## 組織
署長、副署長、課長、（課長代理）、（総括係長）、係長、交番所長、主任など
- 会計課 - 会計係
- 警務課 - 警務係、安全相談係、留置管理係
- 生活安全課 - 生活安全係、事件係
- 地域課 - 地域係、山岳係、機動警ら係
  - 下記の5交番
  - 下記の13駐在所
- 刑事課 - 捜査庶務係、強行係、盗犯係、鑑識係、組織犯罪・知能・国際捜査係
- 交通課 - 交通総務係、交通指導係、交通捜査係
- 警備課 - 警備係

### 交番
- 駅前交番（高山市花里町5丁目55番地）
- 石浦交番（高山市石浦町5丁目232番地）
- 安川交番（高山市片原町36番地）
- 久々野交番（高山市久々野町無数河517番地4）
- 奥飛騨交番（高山市奥飛騨温泉郷田頃家16-7）

### 警察官駐在所
- 上枝警察官駐在所（高山市下切町233番地12）
- 緑ケ丘警察官駐在所（高山市山田町1275番地4）
- 大八賀警察官駐在所（高山市松之木町4番地4）
- 丹生川駐在所（高山市丹生川町坊方1219番地5）
- 朝日警察官駐在所（高山市朝日町万石102番地1）
- 清見警察官駐在所（高山市清見町三日町1466番地2）
- 荘川警察官駐在所（高山市荘川町新渕235番地2）
- 高根警察官駐在所（高山市高根町上ケ洞540番地）
- 上宝警察官駐在所（高山市上宝町本郷720番地1）
- 宮警察官駐在所（高山市一之宮町3092番地1）
- 国府警察官駐在所（高山市国府町広瀬町1221番地16）
- 鳩ヶ谷警察官駐在所（大野郡白川村大字鳩谷513番地1）
- 平瀬警察官駐在所（大野郡白川村大字平瀬353番地37）

2020年時点。

## 臨時施設
- 平湯臨時派出所（高山市奥飛騨温泉郷平湯）
  - 安房トンネル開通にともない、2006年(平成18年)4月から臨時派出所として設置。平湯温泉を管轄とする。
- 新穂高臨時派出所（新穂高登山指導センター）（高山市奥飛騨温泉郷神坂）
  - 登山者シーズンの春夏秋冬の4回に1週間から2ヶ月ほど常駐の派出所として設置。新穂高温泉の新穂高ロープウェイ新穂高温泉駅付近にあり、登山届・下山届の受理、山岳情報の提供、登山相談、安全指導、山岳事故発生時の情報収集を行う。
- 穂高岳山荘常駐警備
  - 登山者シーズンの春夏秋冬の4回に1週間から2ヶ月ほど山岳警備隊員が常駐。登山者に対する安全指導、遭難者の救助活動を行う。
- 航空隊現地常駐待機（鍋平ヘリポート）
  - 登山者シーズンの春夏秋冬の4回に1週間から2ヶ月ほど航空隊員とヘリコプターが待機。遭難者の救助活動、山岳パトロール、山岳情報の収集を行う。